# Élections générales irlandaises de 1948
L’élection générale irlandaise de 1948 s'est tenue le 4 février 1948. 146 des 147 députés sont élus et siègent au Dáil Éireann.

## Mode de scrutin
Les élections générales irlandaises se tiennent suivant un scrutin proportionnel plurinominal avec scrutin à vote unique transférable. En effet, le Ceann Comhairle, qui préside le Dáil Éireann, est automatiquement réélu, conformément à l'article 16, alinéa 6, de la Constitution.

## Résultats

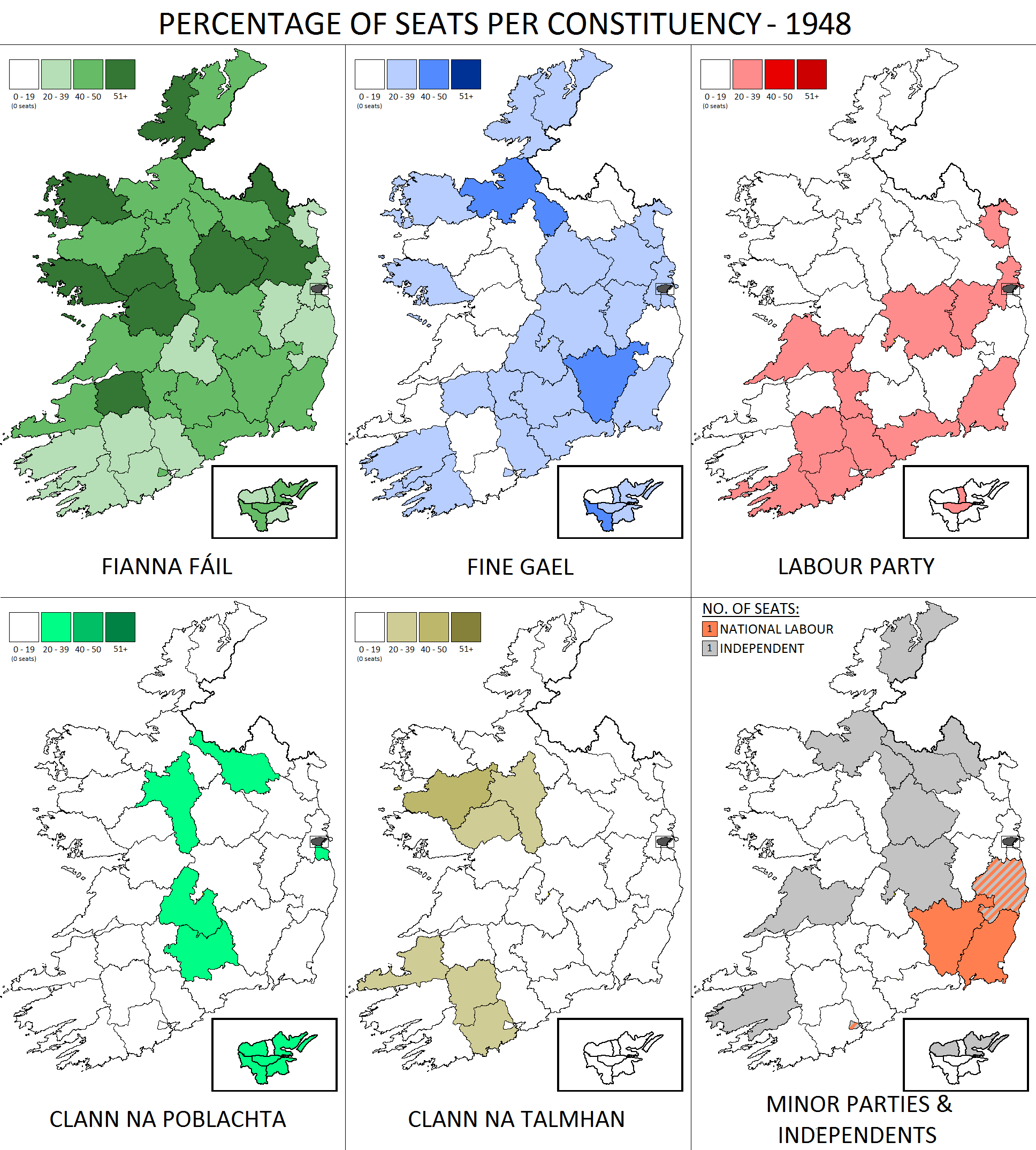
Résultats par circonscription

| Parti                                                                              | Parti                         | Leader               | Voix      | %      | +/- | Sièges | +/-        | % du Dáil |
| ---------------------------------------------------------------------------------- | ----------------------------- | -------------------- | --------- | ------ | --- | ------ | ---------- | --------- |
|                                                                                    | Fianna Fáil                   | Éamon de Valera      | 553 914   | 41,9 % | 7,0 | 68     | 8          | 46,3      |
|                                                                                    | Fine Gael                     | Richard Mulcahy      | 262 393   | 19,8 % | 0,7 | 31     | 1          | 21,1      |
|                                                                                    | Clann na Poblachta            | Seán MacBride        | 174 823   | 13,2 % |     | 10     |            | 6,8       |
|                                                                                    | Parti travailliste            | William Norton       | 115 073   | 8,7 %  | 0,1 | 14     | 6          | 9,5       |
|                                                                                    | Clann na Talmhan              | Joseph Blowick       | 73 813    | 5,6 %  | 4,5 | 7      | 2          | 4,7       |
|                                                                                    | Parti national du travail     | James Everett        | 34 015    | 2,6 %  | 0,1 | 5      | 1          | 3,4       |
|                                                                                    | Parti de la réforme monétaire | Oliver J. Flanagan   | 14 369    | 1,1 %  | 0,3 | 1      | stagnation | 0,7       |
|                                                                                    | Ailtirí na hAiséirghe         |                      | 322       | 0,0 %  | 0,5 | 0      | stagnation | 0         |
|                                                                                    | Indépendants                  | Indépendants         | 94 271    | 7,2 %  | 0,6 | 11     | 1          | 8,2       |
| Votes blancs et nuls                                                               | Votes blancs et nuls          | Votes blancs et nuls | 13 185    |        |     |        |            |           |
| Total                                                                              | Total                         | Total                | 1 336 628 | 100 %  |     | 147    | 9          | 100       |
| Participation                                                                      | Participation                 | Participation        | 1 800 210 | 74,2 % |     |        |            |           |
| Le 1er gouvernement inter-parti est formé. Le Fianna Fáil siège dans l'opposition. |                               |                      |           |        |     |        |            |           |